# Кокетка (деталь одежды)

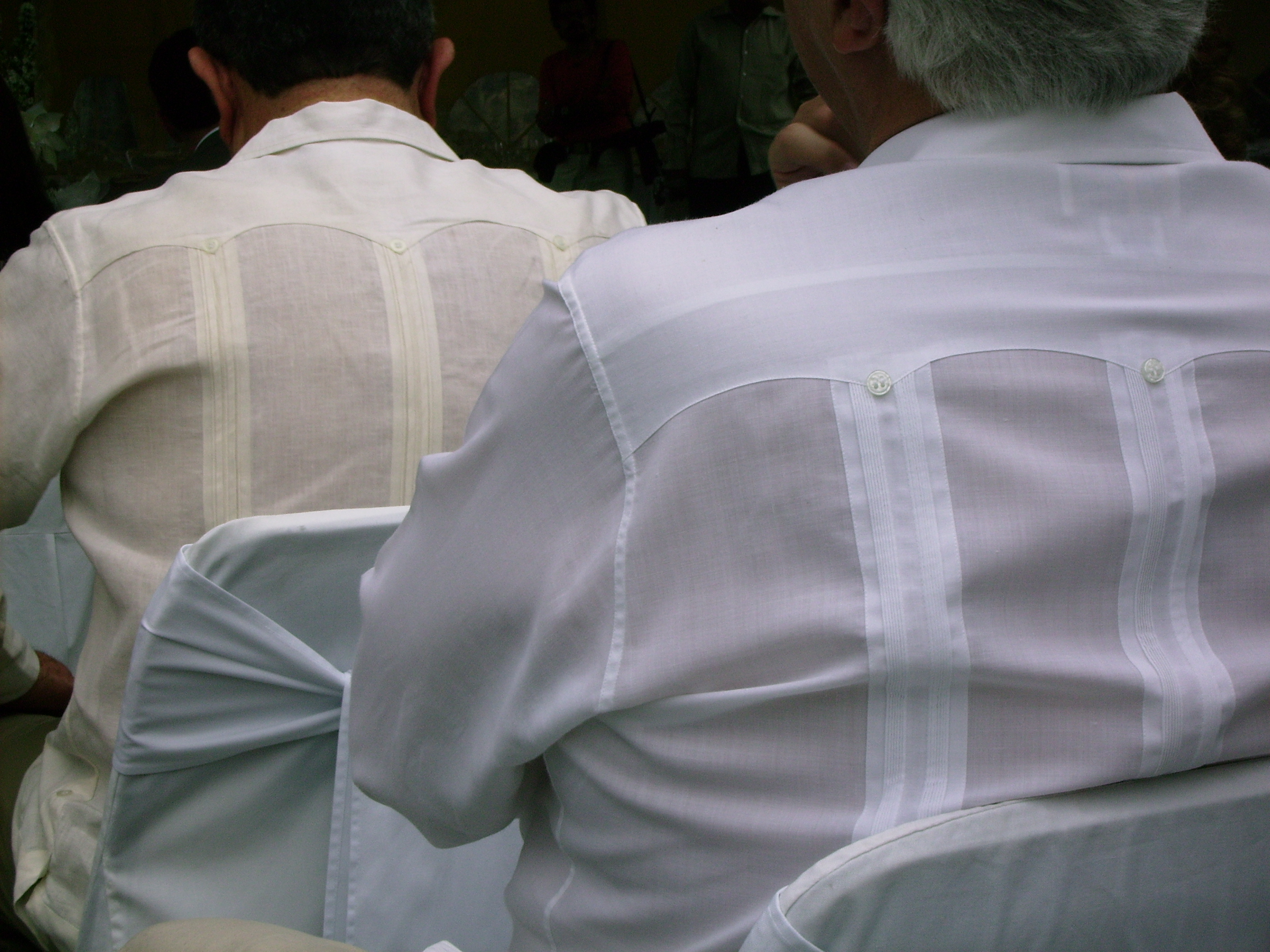
Кокетка на рубашках-гуаяберах

Коке́тка — отрезная деталь рубашки, блузки или платья, которая притачивается к спинке (образует её верхнюю часть). Кокетка может располагаться на брюках, джинсах, юбке.

## Покрой кокетки
В мужских рубашках кокетка расположена сзади таким образом, что соединяет рукава с воротником. Может быть как цельной (состоять из одного куска ткани), так и составной (из двух симметричных частей).
В женской одежде, помимо цельной и составной, также используется круговая кокетка. В этом случае кокетка выполняется из единственного куска ткани, к которому притачивается воротник.
В платьях и блузах может быть выполнена из другого материала, покрыта декоративными узорами.